# 锈毛旋覆花
锈毛旋覆花（学名：Inula hookeri）是菊科旋覆花属的植物。分布在喜马拉雅西北部、锡金以及中国大陆的西藏、云南等地，生长于海拔2,000米至3,500米的地区，多生于亚高山山谷坡地、林下草地及开旷草地，目前已由人工引种栽培。